# Йордан Ведър
Йордан Ведър е първият български професор по риторика, преподавал е в Софийския университет.
Правнук е на Иван Ведър . Йордан Ведър е доктор по изкуствознание и професор по реторика. Завършва актьорско майсторство във ВИТИЗ „Кръстьо Сарафов“ и специализира театрална педагогика и педагогика на висшето образование в Санкт Петербург. Автор е на първите университетски програми и учебни помагала по реторика, а също така и на програмата, по която военните училища въвеждат реториката като задължителен предмет.
Умира на 24 ноември 2022 г.